# Bohémond de Sicile
Pour les articles homonymes, voir Bohémond.
Bohémond de Sicile ou Bohémond d'Apulie (en italien : Boemondo di Sicilia ou Boemondo d'Apulia) est un prince du royaume de Sicile, membre de la Maison de Hauteville.
Bohémond est le fils supposé du roi Guillaume II de Sicile et de la princesse Jeanne d'Angleterre. Il est nommé par son père duc d'Apulie mais meurt quelques mois ou quelques années plus tard.
Son existence n'est mentionnée que par le chroniqueur normand Robert de Torigni. Ce dernier, contemporain des événements, rapporte en effet que Bohémond, fils du roi Guillaume et de Jeanne, naquit en 1182 et que son père l'avait nommé duc d'Apulie ; aucune autre source ne parle de cet enfant.
Pour l'historien Alex Metcalfe, qui doute de l'existence de cet enfant, il s'agit d'une invention de Robert de Torigni ou d'une méprise.